# Ezequiel Schelotto
Ezequiel Matías Schelotto (Buenos Aires, 23 de maio de 1989) é um futebolista ítalo-argentino que atua como meia-direita ou lateral-direito. Atualmente joga pelo FC Paradiso, da terceira divisão da Suíça.

## Carreira
Schelotto começou base do Banfield.

## Títulos
Cesena
Melhor Lateral Direito do Campeonato Português
10 x Melhor Jogador em Campo
15 x Melhor Jogador da Jornada
- Campeonato Italiano - 3ª divisão: 2008-09